# Muzeum Diecezjalne w Sandomierzu
Muzeum Diecezjalne w Sandomierzu – muzeum diecezji sandomierskiej, gromadzące zbiory artefaktów sakralnych i sztukę polską, zlokalizowane w Domu Długosza w Sandomierzu.

## Historia
Muzeum zostało powołane w 1902 (uroczyste otwarcie siedziby 27 października 1937). Ekspozycję w Domu Długosza z inicjatywy biskupa sandomierskiego Jana Kantego Lorka przygotowali dr Karol Antoni Estreicher oraz ks. Edward Górski.

## Zbiory
W stałej ekspozycji znajdują się zabytkowe elementy z wnętrz kościołów. W kolekcji znajdują się: artefakty sztuki sakralnej (m.in. Matka Boska z Dzieciątkiem i św. Katarzyną Aleksandryjską Lucasa Cranacha starszego), instrumenty muzyczne, sandomiriana, tzw. księgi drzewne. Wśród eksponatów znajdują się też rękawiczki św. Jadwigi, królowej Polski.

## Galeria

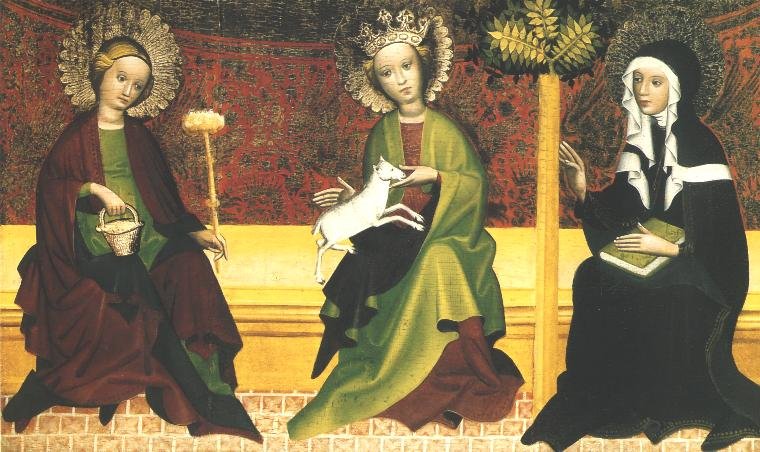
Święte Marta, Agnieszka i Klara, przed 1440
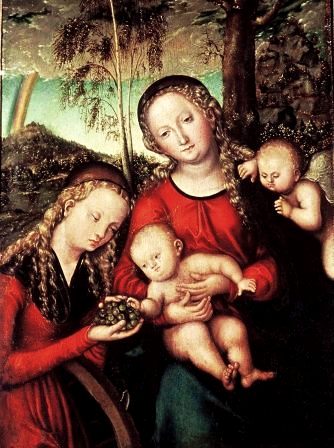
Madonna z Dzieciątkiem i świętą Katarzyną, Lucas Cranach starszy, ok. 1520
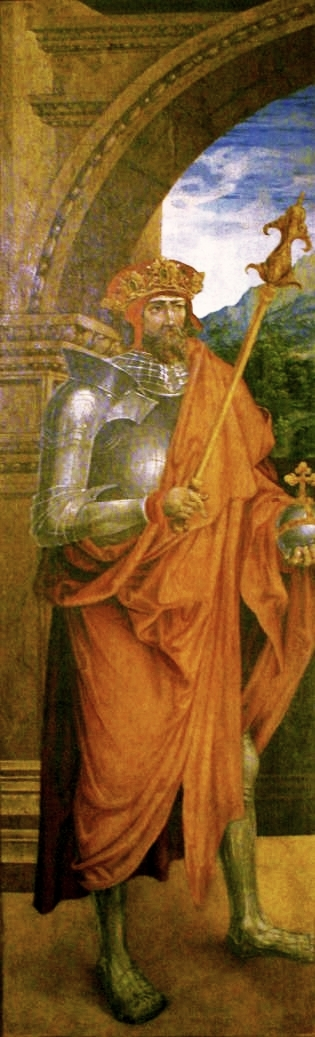
Władysław Jagiełło, Hans von Kulmbach, XVI w.
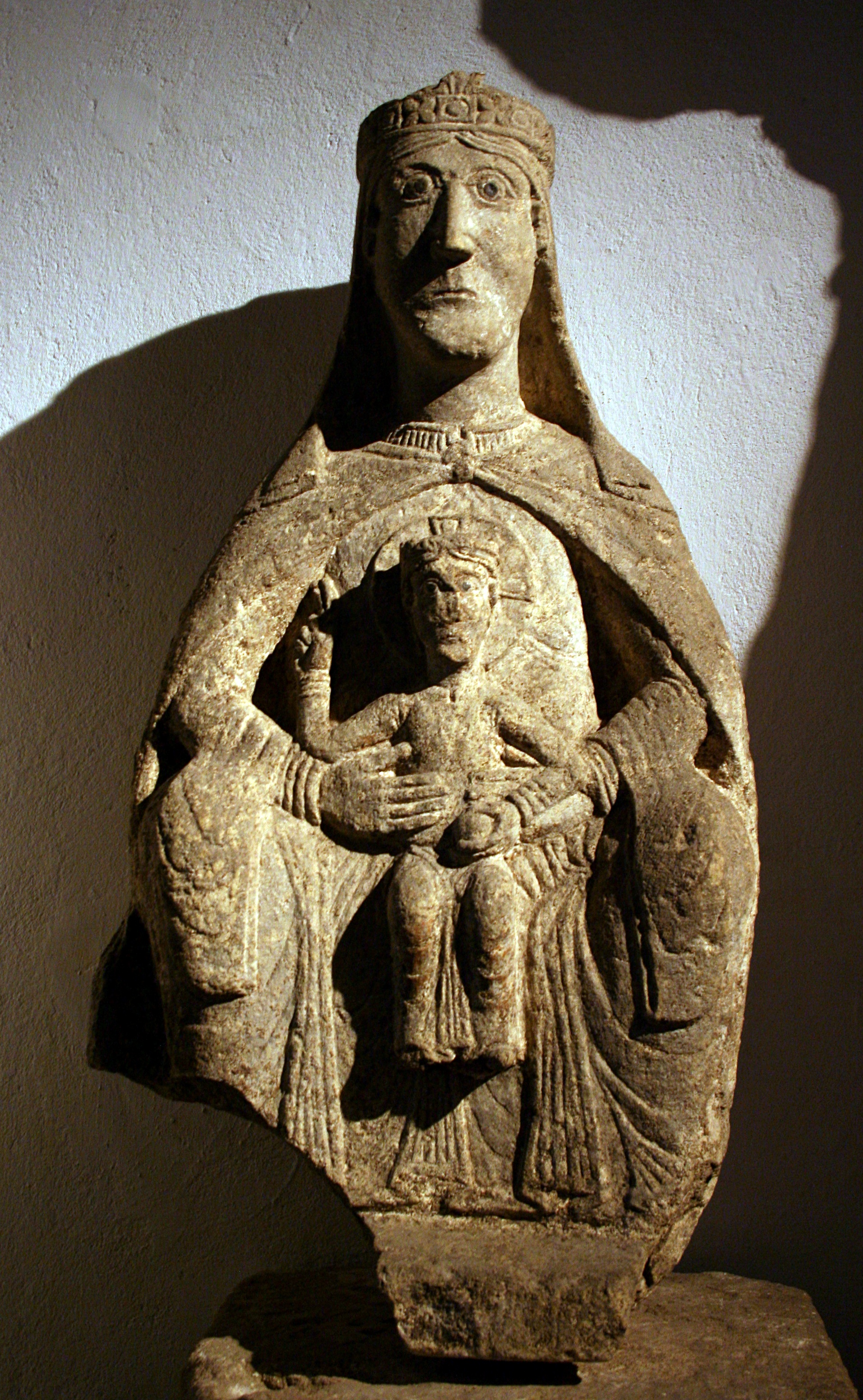
Madonna z Goźlic, XIII w.
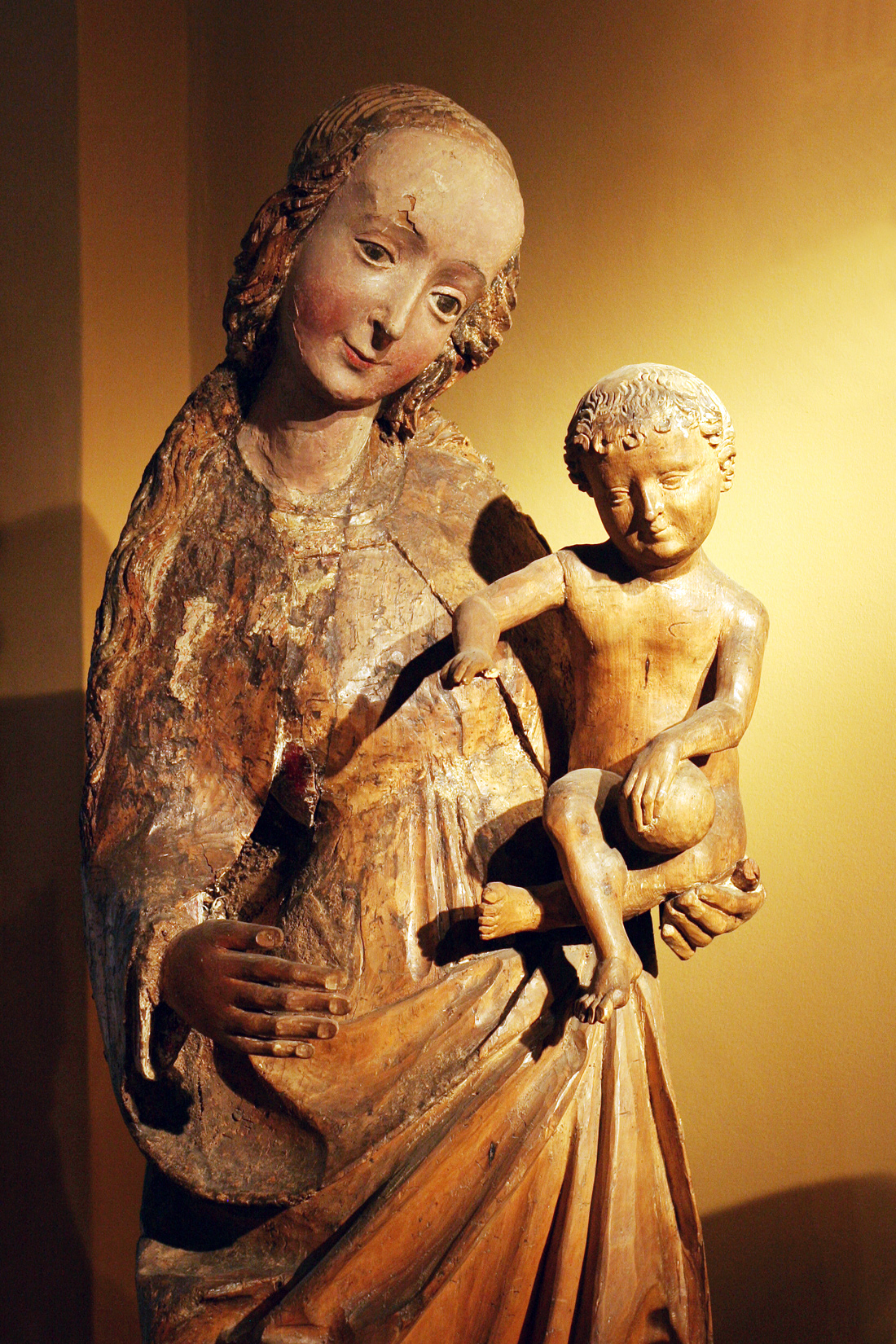
Madonna z Koprzywnicy, XV w.
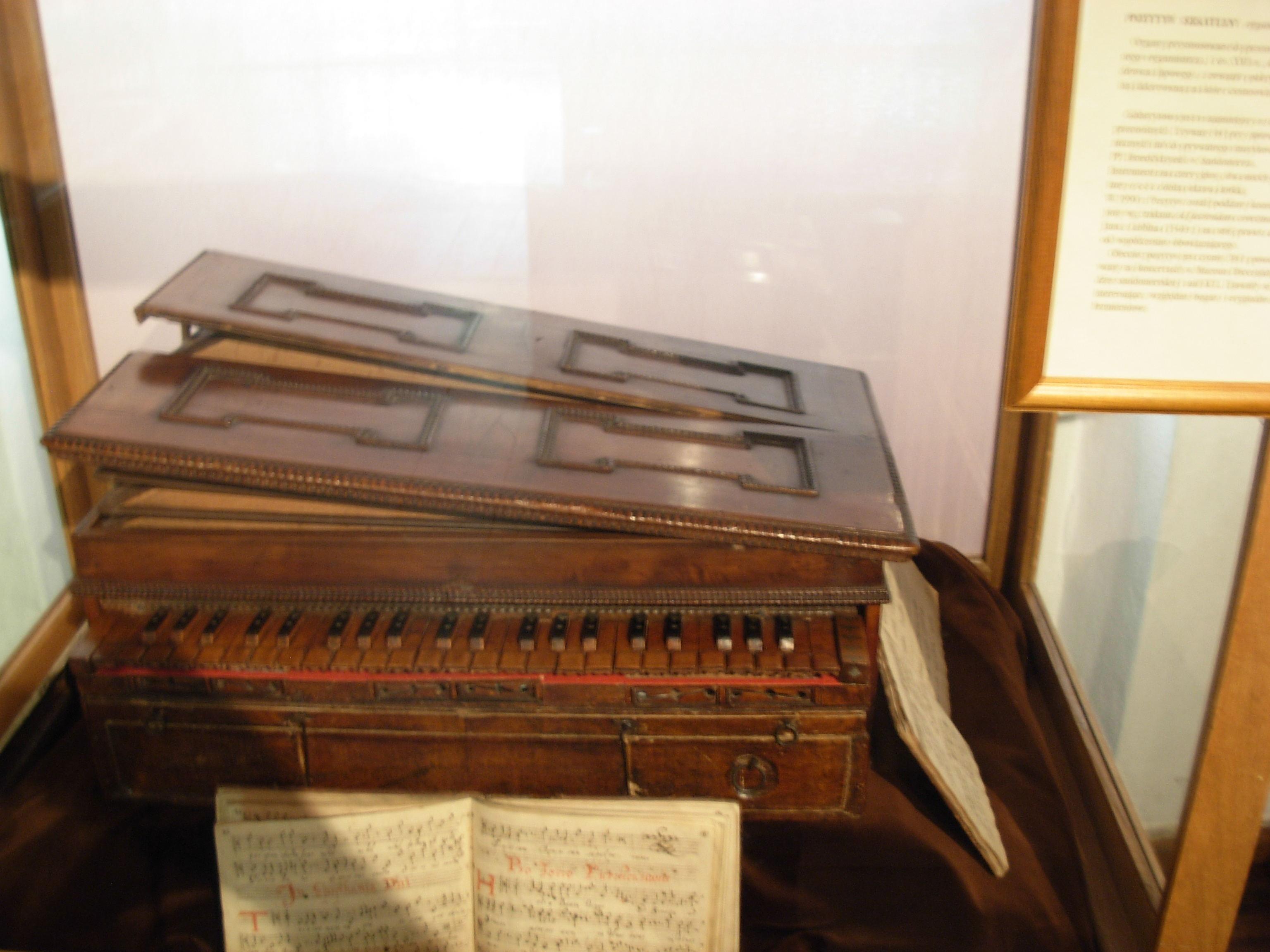
Pozytyw szkatulny
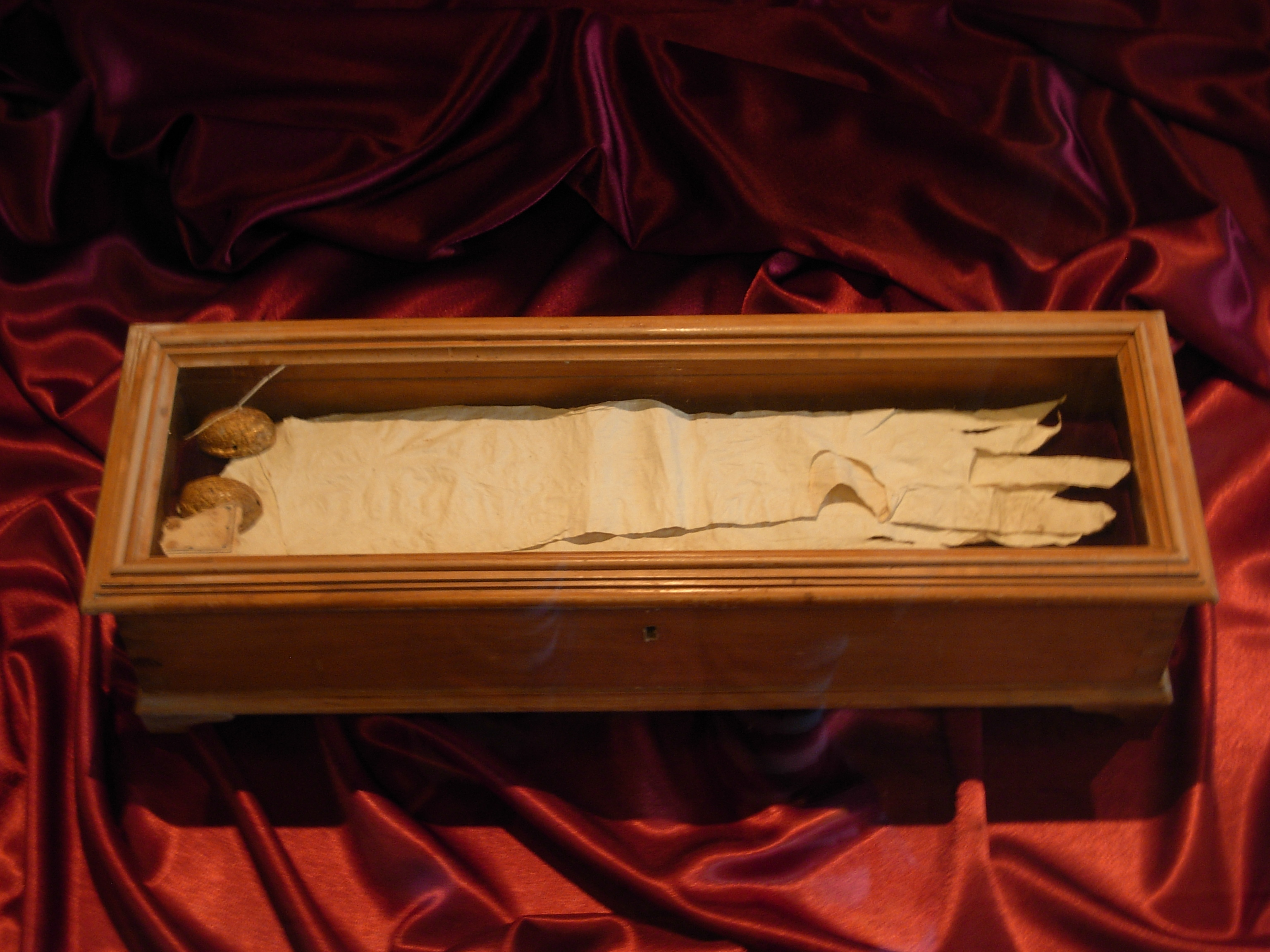
Rękawiczki królowej Jadwigi